# ۱۶ اوت
۱۶ اوت در تقویم گرگوری، دویست و بیست و هشتمین (در سال‌های کبیسه دویست و بیست و نهمین) روز سال است. ۱۳۷ روز تا پایان سال باقی است.

## زادروزها
- ۱۸۸۸ - توماس ادوارد لورنس، معروف به لورنس عربستان